# Bomlás

A bomlási folyamat ábrája

Bomlásnak nevezzük azt a kémiai reakciót, amelynek során egy anyag két vagy több anyaggá alakul.
A bomlás többnyire endoterm (vagyis hőelnyelő) folyamat.
Például:
- H2CO3(f) → H2O(f) + CO2(g)
- CaCO3 (sz) ⇌ CaO(sz) + CO2(g)(a folyamat azért bomlás, mert ugyan a reakció megfordítható, de az egyik végtermék gáz halmazállapotú. és eltávozik a rendszerből)

Ha a bomlás megfordítható, akkor disszociációnak nevezzük.
Például:
- (NH4)2CO3 ⇌ 2NH3 + H2O + CO2
- H2CO3 ⇌ H2O + CO2

A szerves vegyületek eliminációja is egyfajta bomlás. Ekkor kis, szervetlen molekula szakad ki a szerves vegyületből.
Például:
- CH3−CH2−OH → CH2 = CH2 + H2O